# 蘭德斯峰
69°26′S 71°12′W / 69.433°S 71.200°W
蘭德斯峰（英語：Landers Peaks）是南極洲的山峰，位於亞歷山大一世島北部，處於布勞恩山以東7公里，海拔高度約1,000米，該山峰現時由南極條約體系管理。